# Stachowce (rejon miadzielski)
Stachowce (biał. Стахоўцы; ros. Стаховцы) − wieś na Białorusi, w obwodzie mińskim, w rejonie miadzielskim, w sielsowiecie Zanarocz.

## Historia
W czasach zaborów wieś w gminie Zanarocz, w powiecie święciańskim, w guberni wileńskiej Imperium Rosyjskiego. W 1866 roku liczyła 197 mieszkańców w 19 domach, własność Minejków. W 1905 roku liczyła 385 mieszkańców, 404 dziesięcin.
Po I wojnie światowej pod administracją polską, w Zarządzie Cywilnym Ziem Wschodnich. W latach 1920–1922 w składzie Litwy Środkowej.
Od 11 kwietnia 1922 wieś leżała w Polsce, w województwie wileńskim, w powiecie święciańskim, od 1926 roku w powiecie postawskim, w gminie Kobylnik.
W 1931 wieś w 41 domach zamieszkiwało 199 osób.
W 1938 roku miejscowość należała do gromady Stachowce gminy Kobylnik.
Do 1945 w Polsce. Od 1946 roku w granicach Związku Sowieckiego. Od 1991 w niepodległej Białorusi.